# الدوري الصربي لكرة السلة 2015–16
الدوري الصربي لكرة السلة 2015–16 هو موسم من الدوري الصربي لكرة السلة. أشرف على تنظيمه الدوري الصربي لكرة السلة، وفاز فيه نادي ريد ستار لكرة السلة.